# 투망

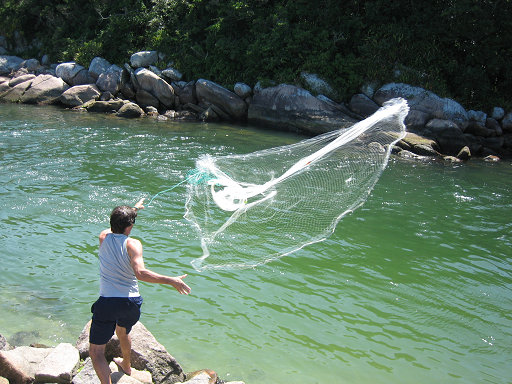

투망(投網) 또는 좽이그물(cast net)는 어망의 일종이다. 둥근 원 모양으로, 가장자리를 따라 그물추들이 매달려 있다. 물에 집어던지면 그물이 물 바닥으로 가라앉고, 이 과정에서 바닥과 그물 사이에 갇힌 물고기를 잡는다.

## 같이 보기
- 초망